# Härryda kommun
57°40′N 12°07′Ø / 57.667°N 12.117°Ø
Härryda kommune ligger i den sydvestlige del af det svenske län Västra Götalands län, i landskapet Västergötland. Kommunens administrationscenter ligger i byen Mölnlycke. Kommunen er en del af byregionen Storgöteborg.

## Geografi
Kommunens areal består overvejende af skov; Landbrug findes hovedsageligt i Storåns dalstrøg i Björketorp. Gennem kommunen passerer Mölndalsån, som løber gennem søerne Västra Nedsjön, Landvettersjön (også kaldt Gröen) og Rådasjön. Andrae større søer i kommunen er Finnsjön i Råda, Yxsjön, Nordsjön og Östersjön ved grænsen mellem Råda og Landvetter, Hornasjön og Stora Härsjön i Härryda samt Gingsjön og Stockasjön i Björketorp. Klippans, Risbohults, Gallhålans, Rådasjöns samt en del av Delsjöområdets naturreservat ligger i kommunen.
Den største arbejdsplads i kommunen er Göteborg-Landvetter flygplats; Mange pendler til arbejde i Göteborg. I det nordlige Mölnlycke er erhvervspark under opbygning.

## Byer
Härryda kommune har tolv byer;

(indbyggere pr. 31. december 2005):
| #   | By                  | Indbyggere |
| --- | ------------------- | ---------- |
| 1.  | Mölnlycke           | 14.334     |
| 2.  | Landvetter          | 6.680      |
| 3.  | Hindås              | 2.064      |
| 4.  | Rävlanda            | 1.345      |
| 5.  | Härryda             | 861        |
| 6.  | Tahult              | 548        |
| 7.  | Benareby            | 385        |
| 8.  | Stora Bugärde       | 343        |
| 9.  | Rya                 | 295        |
| 10. | Hällingsjö          | 261        |
| 11. | Eskilsby och Snugga | 219        |
| 12. | Nya Långenäs        | 210        |

- Wikimedia Commons har flere filer relateret til Härryda kommun